# 穆罕默德·胡達雅爾汗

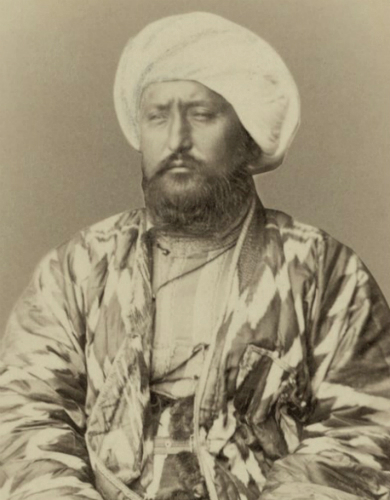
1860年代的賽義德·穆罕默德·胡達雅爾汗

賽義德·穆罕默德·胡達雅爾汗（1829年—1886年），中亞浩罕汗國可汗，曾於1845年－1875年三度當政。
他是希爾·阿里汗的兒子，在他統治時期汗國內有大亂，外有布哈拉埃米爾國和俄羅斯帝國入侵。在1875年汗國爆發反俄起義，1876年廢除汗國作為起義被鎮壓的結果。他本人因親俄立場於不得不1875年逃往俄國奧倫堡，並死於流亡中。
1845年，希爾·阿里汗在起義中被打死。他的兒子穆拉德伯克汗被宣布短暫為汗，然而他很快就被推翻並最終由希爾·阿里汗的支持者處決，因為他被認為是布哈拉埃米爾國的傀儡。汗國的政治精英是欽察部千人長穆蘇爾曼庫爾，他宣布他的女婿胡達雅爾為汗。在他統治後期疏遠了欽察部並引起連串動亂，在1853年，出現了反對欽察起義，並有大量人死亡， 1858年，北方各省叛亂，胡達雅爾派他兄弟馬爾雅伯克到塔什干鎮壓叛亂，但他反而加入了反政府武裝，征服浩罕，在欽察人阿里木庫里支持下聲稱自己是汗，胡達雅爾不得不逃走。
1862年，穆罕默德·馬爾雅汗和他的侄子被暗殺，沙穆拉德成為汗。塔什干統治者Kanaat與胡達雅爾圍攻塔什干，與此同時布哈拉的埃米爾侵浩罕，作為結果塔什干圍攻被解除，胡達雅爾搬回浩罕，並宣布自己是汗。
在19世紀50年代，俄羅斯帝國推進到中亞與最終目標是控制整個區域。在1865年俄軍攻取了塔什干，守將阿里木庫里戰死。在浩罕欽察部宣布海違爾庫爾為汗，然而兩個星期後他逃到喀什。隨後胡達雅爾沒有任何抵抗回到浩罕第三度當政，1868年胡達雅爾正式接受俄羅斯帝國的宗主權。
他統治時期一個特點是非常高的稅收和失去作用的法律制度，在1870年，一個推翻他陰謀被發現，他的對手欲支持流亡於布哈拉的馬爾雅汗的兒子賽義德代替他。當陰謀被發現了在賽義德死後和布哈拉埃米爾為避免受指責，交出他的支持者，這導致了大量處決。1875年，起義迫使胡達雅爾逃離汗國。
他的胡達雅爾汗皇宮是浩罕的地標。